# Villa Gargiulo
Villa Gargiulo è una villa storica di Napoli; è sita nella zona di Capodimonte.
La struttura si erge in via del Moiariello e risale al XIX secolo. Appartenne alla famiglia Gargiulo. La villa trae le sue origini da una precedente costruzione già visibile nelle carte del duca di Noja.